# Amphibolurinae
Amphibolurinae  (лат.) — подсемейство ящериц семейства агамовых.

## Описание
Общая длина представителей этого подсемейства колеблется от 12 до 90 см. Цвет кожи у разных видов достаточно изменчив. Туловище немного сжато, кожа у некоторых родов толстая, а у других — тонкая. Некоторые виды имеют весьма угрожающий вид, благодаря многочисленным шипикам (например, молох). У большинства агам Amphibolurinae отсутствует спинной гребень. У части видов кожа гигроскопичная, то есть долго удерживает влагу.

## Образ жизни
Предпочитают пустыни, полупустыни, каменистые и скальные места. Встречаются на деревьях и возле водоёмов. Прячутся в норах, под камни, в расщелинах. Активны днём. Питаются насекомыми, беспозвоночными, мелкими млекопитающими.

## Размножение
Это яйцекладущие ящерицы. Количество яиц сильно разнится — в среднем до 30.

## Распространение
Обитают в Юго-Восточной Азии, Австралии и на острове Новая Гвинея.

## Классификация
На июль 2018 года в подсемейство включают 15 родов:
- Amphibolurus Wagler, 1830 — Бородатые агамы
- Chelosania Gray, 1845 — Хелозании
- Chlamydosaurus Gray, 1825 — Плащеносные ящерицы
- Cryptagama Witten, 1984
- Ctenophorus Fitzinger, 1843
- Diporiphora Gray, 1842 — Двухпоровые австралийские агамы
- Gowidon Wells & Wellington, 1983
- Hypsilurus W. C. H. Peters, 1867 — Австрало-новогвинейские лесные драконы
- Lophognathus Gray, 1842 — Австралийские водяные ящерицы
- Lophosaurus Fitzinger, 1843
- Moloch Gray, 1841 — Молохи
- Physignathus Cuvier, 1829 — Водяные ящерицы
- Pogona Storr, 1982
- Rankinia Gray, 1841
- Tympanocryptis W. C. H. Peters, 1863 — Австралийские скрытоухие агамы